# 山崎泰之
山崎 泰之（やまざき やすゆき）は、日本の作曲家、編曲家。
東京ミュージック&メディアアーツ尚美（現：尚美ミュージックカレッジ専門学校）アレンジ・作曲学科卒業。ドラマ、アニメ、映画、CM、ゲーム音楽や様々なシーンへの楽曲提供など幅広いジャンルの楽曲制作を行っているほか、篠笛・アイリッシュフルート・ティンホイッスルなどの演奏家としても活動している。

## 主な作品

### 映画
2013年
- 「厄束」作編曲／笛演奏フジテレビ「予告編ビギンズ」グランプリ受賞作

2017年
- 「彼女の人生は間違いじゃない」主題歌「時の雨」作編曲／笛演奏

2022年
- 「東西ジャニーズJr. ぼくらのサバイバルウォーズ」作編曲 ※共作

2023年
- 「らくだい魔女　フウカと闇の魔女」作編曲/笛演奏　※共作

### ドラマ
2017年
- 「トットちゃん!」　作編曲 S.E.N.S. Project名義
- 中国ドラマ「三国志〜司馬懿 軍師連盟〜」作編曲／笛演奏 S.E.N.S. Project名義　
- NHK-FM シアター「父が還る日」作編曲／笛演奏

2018年
- 「白日の鴉」メインテーマ　作編曲
- 中国ドラマ「笑傲江湖 レジェンド・オブ・スウォーズマン」作編曲／笛演奏 S.E.N.S. Project名義

2020年
- 「白日の鴉2」 メインテーマ　作編曲

2021年
- 中国歴史ドラマ「岁岁青莲」作編曲/笛演奏

2022年
- NHK-FMシアター「シャッター」作編曲/笛演奏

### 教育・ドキュメンタリー
2012年
- 3.11ドキュメンタリー「Then and Now」笛演奏 英国映画賞GP

2016年
- 華人チャンネルジャパン「日本珠宝史」作編曲

2018年
- ダイドードリンコスペシャル日本の祭り「地域をつなぐ春の舞～山梨岡神社　太々神楽」作編曲

2019年
- 「富士山 The Great SKY」作編曲／笛演奏

2022年
NHK Eテレ「ニャンちゅう!宇宙!放送チュー!」番組内アニメーションBGM

### アニメ
2014年
- 「魔弾の王と戦姫」挿入歌「竜星鎮魂歌」作編曲／笛演奏

2015年
- 「カードファイト!! ヴァンガード」月刊ブシロード付録DVD「HiTouch × 大丈夫!」作編曲

2017年
- 中国アニメ「本草仙雲」作編曲／笛演奏

2019年
- 「バミューダトライアングル〜カラフル・パストラーレ〜」挿入歌「シャボン」編曲

2021年
- 「精霊幻想記」作編曲/笛演奏

2024年
・「精霊幻想記」2期　作編曲/笛演奏

### ゲーム
2016年
- 御城プロジェクト:RE ～CASTLE DEFENSE ～　作編曲／笛演奏
- 「天華百剣-斬-」作編曲／笛 演奏
- BLACK ROSE　作編曲
- 白猫テニス　作編曲

2017年
- Song of Memories　キャラクターソング及びBGM 作編曲
- グランブルーファンタジー　キャラクターソング「蒼紅華之舞」笛演奏
- DUELS X MACHINA  作編曲

2020年
- オランピアソワレ　作編曲/笛演奏

2021年
- 陰陽師本格幻想RPG 作編曲/笛演奏
- アズールレーン 作編曲

2023年
- トリニティ・ギアーズ　作編曲

2024年
・Call of Duty:Mobile　Season2:Lunar Dragon 作編曲

### CM
2005年
- au 新機種モデル Web CM 作編曲

2015年
- なか卯「うなまぶし」編曲

2016年
- ABCマート「年末年始セール」作編曲／笛演奏

2018年
- サントリーコーヒーロースタリー工場内PV 作編曲
- サントリー「Vitoas」作編曲
- SONY「Xperia ZONE」フルオーケストラver 編曲
- 年末ジャンボ宝くじ「天赦日」作編曲

2019年
- 大塚国際美術館 アートコスプレフェス　作編曲

2020年
- カルビー ポテトデラックス　作編曲
- ジャパネットたかた「利益還元祭」作編曲

2022年
- タカラトミー「キミの相棒！モンコレとともに旅に出よう！」作編曲

2022年
- AZUREA -空の唄- 編曲

### 楽曲提供
2005年
- 後藤沙緒里「faith in you」

2012年
- 篠笛立平主催　笛フェスタ「森羅万象」「花鳥風月」

2014年
- 田中涼二「七色の風にのって」
- 伊東真理奈「TSUBASA」

2015年
- いとうかなこ「幾千の夜を越えて」ゲーム「クロガネ回姫譚」ED曲

2018年
- 舞台「DREAM BOYS」in帝国劇場

2019年
・ヒーリングアルバム「BLESS GARDEN〜Reborn Heart〜」
2022年
・なにわ男子ファーストアルバム「1st Love」内収録楽曲「Overture」
2023年
・King ＆ Prince LIVE TOUR ～ピース～Overture

### 編曲
2014年
- 鈴木このみ「オラシオン」

2015年
- 丹下桜「わたしがあなたを好きなのは」

2016年
- 鈴木このみ「Tears BREAKER (with piano)」

2017年
- 丹下桜「stand by me」
- 篠笛立平　篠笛コンテスト「竹田の子守唄」

2018年
- KinKi Kids 20周年シンフォニックコンサート 一部オーケストレーション

2021年
- ノイタミナpresentsシネマティックオーケストラコンサート

2022年
- NHK Eテレ　にほんごであそぼ

### アルバム
2018年
- オリジナルアルバム「森羅万象」

2022年
- オリジナルアルバム「富士・千五百秋」

### 発車メロディ

#### 東京地下鉄
※全て作曲。
2015年
- 南北線
  - 「躍動する都会」：白金高輪駅2番線
  - 「素敵なお店」：白金高輪駅4番線
  - 「オアシス」：市ケ谷駅4番線
  - 「水の戯れ」：飯田橋駅6番線
  - 「桜並木を望んで」：西ケ原駅1番線
  - 「小さなオルゴール」：王子神谷駅1番線
  - 「時のしらべ」：志茂駅1番線
  - 「リズムガーデン」：赤羽岩淵駅2番線

- 副都心線
  - 「風を感じて」：東新宿駅3番線

### その他
2011年
- トリンプ・インターナショナル・ジャパン「AMO'S STYLE」新作PRイベントBGM 作編曲

2015年
- ナガセ化粧品 「美神・ロズマリスト」社内PV 作編曲／笛演奏
- ワンピース ニッポン縦断! 47クルーズCD in 三重「くまの鼓動」編曲

2015年-
- NHKミュージックライブラリー

2017年-
- 日テレミュージックライブラリー

2018年
- 八芳園イベント用BGM 作編曲／笛演奏